# محمد بن عثمان العمري
محمدُ بْنُ عثمانَ بْنِ سَعِيدٍ العَمْريُّ الأسديُّ المعروف بـالخلاني المُكنَّى بأبي جعفر العسكري هو السفير الثاني وابن السفير الأول للإمام الثاني عشر للشيعة الإمامية، استلم السفارة بعد وفاة أبيه. له كُتب مصنفة في الفقه جمع فيها أحاديث الإمام الحسن العسكري والإمام المهدي مكث أبو جعفر الفترة الأطول من بين هؤلاء النواب في سفارته حيث ناهزت الأربعين أو الخمسين عاماً، خلف فيها والده المكنّى بأبي عمرو في فترة الغيبة الصغرى للإمام المهدي وقد توفي سنة 304 للهجرة.

## حياته
محمد بن عثمان بن سعيد العمري الأسدي الكوفي المُكنّى بـ أبي جعفر. لم يصلنا تاريخ ولادته. كان والده عثمان بن سعيد العمري المُكنّى بـ أبي عمرو السفير الأول ل الإمام المهدي. بعد بدء غيبته الصغرى. وكان أبو عمرو وكيلاً للإمامين الهادي والعسكري.
بعد وفاته قام ابنه محمد مقامه بنصّه، ومضى على منهاج أبيه رضي الله عنهما في آخر جمادى الآخرة سنة أربع أو خمس وثلاثمائة. وقد ذكر الشيخ الطوسي أنّه كان يتولى هذا الأمر نحواً من خمسين سنة. وذكر أيضاً أنه مكث في نيابته حدود الأربعين سنة وليس كما ذكر الشيخ الطوسي وذلك بعد حساب مدة نيابة أبيه التي دامت بضع سنوات بعد استشهاد الإمام العسكري وتاريخ وفاته أي عام 304 أو 305 هـ.

### لقبه
اشتهر الشيخ محمد بن عثمان العمري بـ «الخلّاني». قيل هو مصحَّف الخولاني، وزعم بعض فضلاء الكرخ والزوراء أنّه لُقِّب بـ «الخلّاني» نسبةً إلى بيعه الخلّ حيث كان يكتسب به تستُّراً بالكسب عن بعض المتعصبين من أهل الخلاف، وقيل: إنّ من حلمه وورعه وعقليته الجبّارة ووداعته وصفائه كان لا يحمل حقداً على أحدٍ قطّ، فهو خِلٌّ لكلّ إنسان وصاحبٌ وصديق. فاشتهر عند النَّاس بـ «الخِلّاني».

### وثاقته
أمّا عدالته ووثاقته فذلك مما اتفقت عليه الطائفة؛ فقد ذكروا: الوكلاء الأربعة الممدوحون المتّفق على عدالتهم وأمانتهم وجلالتهم.
وقد ذكر الشيخ الطوسي في كتاب الغيبة عند حديثه عن الأشخاص الذين اعتمد عليهم الإمام العسكري فقال: وهم جماعة كان الحسن بن علي عدّلهم في حياته، واختصّهم أمناء له في وقته، وجعل إليهم النظر في أملاكه، والقيام بأموره بأسمائهم وأنسابهم وأعيانهم، كأبي عمرو عثمان بن سعيد السمان، وابنه أبي جعفر محمد بن عثمان بن سعيد، وغيرهم ممن سنذكر أخبارهم فيما بعد إن شاء الله تعالى، (وكانوا أهل عقل وأمانة، وثقة ظاهرة، ودراية وفهم، وتحصيل ونباهة).
ولا بد من الإشارة إلى أنّ التوقيعات الصادرة من الناحية المقدسة كانت تخرج على يد أبي جعفر وأبرزها التوقيع المشهور:... وأما الحوادث الواقعة فارجعوا فيها إلى رواة حديثنا، فإنّهم حجتي عليكم وأنا حجة الله عليهم. وقد ورد أيضاً في نفس هذا التوقيع نصّ الإمام على وثاقة السفير الأول بقوله: وأما محمد بن عثمان العمري رضي الله عنه وعن أبيه من قبل، فإنه ثقتي وكتابه كتابي.

## أدلة نيابته
بعد وفاة والده عثمان بن سعيد العمري، قام ابنه أبو جعفر محمد بن عثمان مقامه بنص أبي محمد عليه ونص أبيه عثمان عليه بأمر القائم.
فقد ذكر الشيخ الصدوق عن عبد الله بن جعفر الحميري عن التوقيع الذي صدر إلى أبي جعفر بالتّعزية بوالده فقال الحميري: قال: خرج التوقيع إلى الشيخ أبي جعفر محمد بن عثمان بن سعيد العمري في التعزية بأبيه. وفي فصل من الكتاب:
«إنّا لله وإنّا إليه راجعون تسليماً لأمره ورضى بقضائه، عاش أبوك سعيداً ومات حميداً فرحمه الله وألحقه بأوليائه ومواليه عليهم السلام، فلم يزل مجتهداً في أمرهم، ساعياً فيما يقربه إلى الله عز وجل وإليهم، نضّر الله وجهه، وأقاله عثرته.»
وقد ورد نص في فصل آخر من التوقيع الشريف على كون محمد بن عثمان يقوم مقام والده:
«أجزل الله لك الثواب وأحسن لك العزاء، رزئت ورزئنا وأوحشك فراقه وأوحشنا، فسرّه الله في منقلبه، [و] كان من كمال سعادته أن رزقه الله تعالى ولداً مثلك يخلفه من بعده، ويقوم مقامه بأمره، ويترحم عليه، وأقول الحمد لله، فإنّ الأنفس طيبة بمكانك، وما جعله الله عز وجل فيك وعندك، أعانك الله وقواك وعضدك ووفقك، وكان لك ولياً وحافظاً وراعياً وكافياً.»
هذا أحد التوقيعات التي جاءت إلى السفير الثاني لالمهدي. ولكن قد ورد نص صريح عن الإمام الحسن العسكري بتنصيب عثمان بن سعيد وابنه محمد وكلاء للإمام؛ فقد ورد في الحديث: أخبرني أبو علي أنه سأل أبا محمد الحسن بن علي عن مثل ذلك فقال له:
«العمري وابنه ثقتان، فما أدّيا إليك فعني يؤديان، وما قالا لك فعني يقولان، فاسمع لهما وأطعهما فإنّهما الثقتان المأمونان فهذا قول إمامين قد مضيا فيك.»
وقد جاء في رواية عندما جاء وفد من اليمن إلى الإمام العسكري ليدفعوا الأموال فأمر بإحضار عثمان بن سعيد وأمره بأن يقبض من هؤلاء القوم، ثم قال الإمام: ثم قلنا بأجمعنا: يا سيدنا! والله إن عثمان لمن خيار شيعتك، ولقد زدتنا علماً بموضعه من خدمتك، وأنه وكيلك وثقتك على مال الله تعالى، قال: نعم واشهدوا على أن عثمان بن سعيد العمري وكيلي وأن ابنه محمداً وكيل ابني مهديكم.

## آثاره
ذكر الشيخ الطوسي في الغيبة أن لأبي جعفر العمري مصنفات، فقد نقل حديثاً عن ابن نوح الذي قال: أخبرني أبو نصر هبة الله بن بنت أم كلثوم بنت أبي جعفر العمري قال: كان لأبي جعفر محمد بن عثمان العمري كتب مصنفة في الفقه مما سمعها من أبي محمد الحسن، ومن الصاحب، ومن أبيه عثمان بن سعيد، عن أبي محمد وعن أبيه علي بن محمدز فيها كتب ترجمتها: كتب الأشربة. ذكرت الكبيرة أم كلثوم بنت أبي جعفر رضي الله عنها أنها وصلت إلى أبي القاسم الحسين بن روح عند الوصية إليه، وكانت في يده. قال أبو نصر: وأظنها قالت وصلت بعد ذلك إلى أبي الحسن السمري وأرضاه.
وقد ذكر السيد ابن طاووس نقلاً عن الشيخ الطوسي بأن محمد بن عثمان العمري هو الذي روى دعاء السمات الذي يستحب الدعاء به في آخر ساعة من نهار يوم الجمعة. كما نقل السيد أيضاً في كتابه الإقبال نقلاً عن السكوني قوله:
سألت أبا بكر أحمد بن محمد بن عثمان البغدادي رحمه الله أن يخرج إلي أدعية شهر رمضان التي كان عمه أبو جعفر محمد بن عثمان بن السعيد العمري وأرضاه يدعو بها، فأخرج إليّ دفتراً مجلداً بأحمر، فنسخت منه أدعية كثيرة وكان من جملتها: وتدعو بهذا الدعاء في كل ليلة من شهر رمضان، فإن الدعاء في هذا الشهر تسمعه الملائكة وتستغفر لصاحبه، وهو:
«اللهم إني افتتح الثناء الثّناء بحمدك...»
كذلك فإن هناك دعاءً مخصوصاً يُستحب أن يُقرأ يومياً في شهر رجب نقله الشيخ أبي جعفر العمري كما ذكر الشيخ الطوسي، وهو:
«اللهُمَّ إنّي أسألُكَ بِمَعاني جَميعِ مايَدعوكَ بِهِ وُلاةُ أمرِكَ المَأمونونَ عَلى سِرِّكَ المُستَبشِرونَ بِأمرِكَ الواصِفونَ لِقُدرَتِكَ المُعلِنونَ لِعَظَمَتِكَ...»
وبالتالي فتكون مصنفات أبي جعفر العمري منحصرة بكتاب الأشربة، ولكنه يكون هو الواسطة لرواية دعاء السمات ووصول دعاء الافتتاح إلينا.

## دوره

### إثبات السفارة الصادقة عن الإمام المهدي
منصب السفارة عن الإمام منصب مهم وجليل تصبو إليه النفوس، لذلك فقد ادّعى جماعة السفارة عن الإمام كذباً وزوراً. لذا كان لا بد من السفير أن يأتي بمعجزة يثبت فيها صدقه في دعوى السفارة. وقد ذكر العديد من القصص التي تثبت السفارة الصادقة للشيخ أبي جعفر العمري، منها ما ذكر عن الرسول الذي قدم من قم إلى بغداد ويحمل الأموال لالإمام وقد أنقص منها شيئاً عند الدفع، فنبّهه أبو جعفر العمري على ذلك.
بحث الرجل كثيراً ولم يجد شيئاً فرجع إلى أبي جعفر وأخبره، فقال له أبو جعفر: يُقال لك امضِ إلى فلان بن فلان القطان الذي حملت عليه عدلي القطن، في دار القطن، فافتق أحدهما، وهو الذي مكتوب عليه كذا وكذا، فإنهما في جانبه. فكان ما قاله أبو جعفر.

### تصدّيه لمدّعي السفارة زوراً
بدأ التزوير في ادّعاء السفارة عن الإمام المهدي في زمن السفير الثاني؛ أما لماذا في عهده؟ فلأنّ الظروف لم تكن تساعد على ذلك في بداية الغيبة لأن الناس أصلاً لم يعتادوا على هذا النحو من السفارة، فإنّ ذلك يحتاج إلى فترة من الزمن لكي يعيش الناس أجواء السفارة الصادقة وهذا ما لم يتوفر في عهد السفير الأول الذي لم يلبث إلا أعوام قليلة.
أمّا في زمن الشيخ أبي جعفر العمري فقد ادّعى السفارة عدّة أشخاص وساعد على ذلك الفترة الطويلة التي قضاها السفير الثاني في هذا المنصب، وهم:
- أبو محمد الشريعي
- محمد بن نصر النميري
- أحمد بن هلال الكرخي
- أبو طاهر محمد بن علي بن بلال البلالي
- أبو بكر محمد بن أحمد بن عثمان المعروف بالبغدادي، وهو ابن أخي أبي جعفر العمري
- إسحاق الأحمر
- الباقطاني
- الحسين بن منصور الحلّاج

وقد كان بعضهم صالحين في بدايات أمرهم ومن أصحاب الإمامين الهادي والعسكري عليهما السلام. ثم انحرفوا بعد ذلك، فجابههم أبو جعفر العمري وانتصر عليهم وصدرت التواقيع من الإمام بلعنهم والبراءة منهم والتأكيد على كذبهم.

## لقاؤه بالإمام المهدي
يظهر من جملة من الروايات أن المهدي كان يمضي الوقت في أول الغيبة الصغرى إلى عدة سنوات في سامراء.، بينما السفراء كانوا تجاراً في بغداد. وقد نقل عبد الله الحميري عن أبي جعفر العمري أنه قال في جوابه عن سؤال فيما إذا رأى الإمام: نعم، وآخر عهدي به عند بيت الله الحرام وهو يقول: «اللهم أنجز لي ما وعدتني». قال محمد بن عثمان: ورأيته صلوات الله عليه متعلقاً بأستار الكعبة في المستجار وهو يقول: «اللهم انتقم لي من أعدائك». وعن أبي جعفر بن بابويه روى عن السفير الثاني قوله: والله إن صاحب هذا الأمر ليحضر الموسم كل سنة يرى الناس ويعرفهم ويرونه ولا يعرفونه.

## من أقوال الأئمة فيه
- قال الإمام الحسن العسكري:

- وقال عنه أيضا:

- وقال الإمام المهدي عنه:

- وقال أيضا:

## الأحداث المهمة التي حصلت فترة سفارة أبي جعفر

### قيام صاحب الزنج
ذكر الطبري في تاريخه في أحداث سنة 270 ه مقتل صاحب الزنج. ثم قال: كان خروج صاحب الزنج في يوم الأربعاء لأربع بقين من شهر رمضان سنة 255 ه وقُتِل يوم السبت لليلتين خلتا من صفر سنة 270 ه، فكانت أيامه من لدن خروجه إلى اليوم الذي قُتِل فيه أربع عشرة سنة وأربعة أشهر وستة أيام.
وقد ذكر ابن الأثير بأن صاحب الزنج هذا زعم أنه علي بن محمد بن أحمد بن عيسى بن زيد بن علي بن الحسين بن علي بن أبي طالب، ولكن ذكر أنّ أبي جعفر -أي الطبري- قال: إنّ اسمه فيما ذكر علي بن محمد بن عبد الرحيم ونسبه في عبد القيس وأمّه ابنة علي بن رحيب بن محمد بن حكيم من بني أسد بن خزيمة وكان يقول بأن جدّه محمد بن حكيم من أهل الكوفة أحد الخارجين على هشام بن عبد الملك مع زيد بن علي بن الحسين. استقطب قلوب أهل البحرين الذين أحلوه بمحلّ نبيٍّ وجَبَى الخراج ونفّذ فيهم حكمه، ثم انتقل عنهم إلى الأحساء وأقام فيهم.

## الخلفاء العباسيون الذين عاصرهم
عاصر الشيخ أبو جعفر العمري أربعة خلفاء عبّاسيين وهم على التوالي:
- المعتمد على الله (870 - 892 م. / 256 - 279 هـ.)
- المعتضد بالله (892 - 902 م. / 279 - 289 هـ.)
- المكتفي بالله (902 - 908 م. / 289 - 295 هـ.)
- المقتدر بالله (908 - 932 م. / 295 - 320 هـ.)

## وفاته

### إخباره بوفاته
كان محمد قد حفر لنفسه قبراً وسوّاه بالسّاج، فسُئل عن ذلك فقال: للناس أسباب، ثم سئل بعد ذلك فقال: قد أُمِرتُ أن أجمع أمري، فمات بعد شهرين من ذلك في جمادى الأولى سنة خمس وثلاثمائة، وقيل: سنة أربع وثلاثمائة، وكان يتولّى هذا الأمر نحواً من خمسين سنة، وقال عند موته: أُمرت أن أُوصي إلى أبي القاسم الحسين بن روح، وأوصى إليه، وأوصى أبو القاسم بن روح إلى أبي الحسن علي بن محمد السمري، فلما حضرَتْ السمري الوفاة سُئل أن يُوصي، فقال: لله أمرٌ هو بالغه، والغيبة الثانية هي التي وقعت بعد مضي السمري.

### مكان دفنه
عندما توفي أبو جعفر العمري، دُفِن عند والدته، في شارع باب الكوفة في الموضع الذي كانت دُورُه ومنازله فيه. وقبره الآن مشيّد معروف بـ الخلّاني يُزار للذكرى والتبرّك.